# Centrum Sztuki Współczesnej Solvay
Centrum Sztuki Współczesnej „Solvay” – instytucja kultury, której zadaniem jest promocja wydarzeń z zakresu sztuki współczesnej.

## Działalność
Działalność CSW Solvay można podzielić na trzy działy:
- wystawiennictwo – w zakresie wystawiennictwa zaprezentowano ekspozycje dzieł między innymi Bogdana Korczowskiego, Ewy Sadowskiej, Andrzeja Wełmińskiego. Oprócz tego odbyła się także wystawa polskiego plakatu teatralnego.
- teatr i muzyka – na deskach CSW Solvay gościło wielu znanych wykonawców a wśród nich Jarosław Śmietana, Matthias Hermann. W okresie powstawania CSW działalność teatralną prowadził tutaj Andrzej Wełmiński wraz z pokantorowską formacją Aktorzy Teatru Cricot 2.
- edukacja twórcza – w jej zakresie prowadzone są różnego rodzaju warsztaty-dziennikarskie, psychologiczne, teatralne, językowe, wokalne i taneczne.

## Miejsca artystycznych prezentacji
- Galeria Główna – przeznaczona jest dla twórców profesjonalnych (powierzchnia 170 m²)
- Galeria Hall – przeznaczona na realizacje twórców profesjonalnych
- Galeria Promocyjna – prezentująca dzieła twórców rozpoczynających swoją karierę artystyczną (powierzchnia 50 m²)
- Sala Widowiskowa – wielofunkcyjne pomieszczenie przeznaczone na realizacje teatralne czy konferencje, z miejscami na 240 osób
- Sala Panelowa – wielofunkcyjne pomieszczenie przeznaczone przede wszystkim do celów konferencyjnych, wykładowych, warsztatowych.